# ITVイブニングニュース
『ITVイブニングニュース（ITV Evening News）』は、イギリスのテレビネットワークITVでITNが制作している夕方のニュース番組。毎週月曜日から金曜日の18:30から30分間放送され、イギリス国内および国際ニュースを取り上げ、メアリー・ナイチンゲールがプレゼンターを務める。

## 歴史
1955年9月22日にITVのテレビサービスが開始された際、ITNは17:50に夕方のニュースサービスを提供した。これは『ITNニュース（ITN News）』として知られており、ゴードン・ハニーコムがプレゼンターを務めた。このシンプルな番組は、1台のカメラを使用し、その日のヘッドラインをまとめて、当日夜の『News at Ten』でさらに詳しく取り上げられる記事を検討することを目的としていた。
1976年9月6日、『ITNニュース』は17:45に枠移動し、『News at 545』にタイトルが変更された。『- 545』は、それ以前の『ITNニュース』からのプレゼンテーションスタイルの大きな逸脱を示した。当初、番組は「ポリス・ファイブ」スタジオから放送されたことにより、プロデューサーはクロマキーを多用して、ニュースキャスターの背後にある画像、いくつかのスタジオカメラ、スタジオ内およびテレビモニターでの特派員へのインタビュー、プログラムの開始時と終了時、特派員に引き渡す時に設定されたスタジオのワイドスクリーンショットを表示できた。
アラステア・バーネットは、『News at 545』の最初のプレゼンターだった。マイケル・ニコルソンは金曜日のプレゼンターを務め、代行プレゼンターでもあった。アニメーションのビジュアル「ロール」と最初の電子テーマ音楽の直後に、アナウンサーは静かな口調で「The news at 5:45, with Alastair Burnett/Michael Nicholson.（アラステア・バーネット/マイケル・ニコルソンの『News at 5:45』です。）」とアナウンスした。1970年代後半の他の代行プレゼンターには、当時定期的に『ITN News at One』を担当したレオナルド・パーキンとマーティン・ルイス (ジャーナリスト)が含まれていた。1980年3月、バーネットが『- 545』を離れて『News at Ten』のプレゼンターを務めたとき、ニコルソンが彼に代わって主任プレゼンターになり、キャロル・バーンズが代行プレゼンターになった。1986年9月、ニコルソンは『- 545』を離れて戦争リポートに戻り、アラステア・スチュワートに取って代わられた。
1988年4月4日、『News at 545』はいくつかの外観上の変更が加えられ、アニメーションのビジュアル「ロール」ロゴと電子テーマ音楽が削除され、新しいコンピューター合成のオープニングシーケンスと、より現代的なテーマ曲が採用された、スタジオの画像はまだクロマキーを使用して象眼されているが、これらもコンピューターによって生成されている。プログラムはITN本社ビル内のメインニュースルームに移され、プログラムの一部として完全な長さのレポートが取り上げられるようになりました。  ITNは「メイン」のプレゼンターと救援ホストの形式を廃止し、代わりにニュースキャスターの「チーム」（アラステア・スチュワート、フィオナ・アームストロング、ニコラス・オーウェン (ジャーナリスト)、トレバー・マクドナルド、スー・カーペンター、キャロル・バーンズ）が「ローテーション」ベースで番組のプレゼンテーションを開始した。1989年2月13日、番組の最後に全国天気予報（ITVウェザー）が導入されたため、番組は17:40に始まり、放送時間が延長され、タイトルが『News at 540』に変更された。
1991年の湾岸危機により、ITNは毎晩30分の時間枠を一時的に与えられ、この頃の番組の時間（および長さ）の継続的な変更により、『News at 540』は単に『ITNニュース』として知られるようになった。
1992年3月2日、『ITN News at 540』は『ITNアーリーイブニングニュース』に名前が変更された。新しい外観は、ロンドンにあるITNの印象的な本社を上手く利用しており、オープニングシーケンスは、ニュースルームのパノラマビューを提供するニュースデスクに向かって建物を横切ってパンするカメラで構成されている。ジョン・スーシェが主任プレゼンターになり、1999年までその役割を続けた。バーンズとオーウェンが代行プレゼンターを務めた。
1995年3月6日、ITNの全てのニュース番組は、個別のアイデンティティを維持した『News at Ten』を除いて、より統一された外観でリニューアルされた。しかし、新しい外観は、ビッグ・ベンの文字盤の使用や『News at Ten』テーマ曲など、ITNの他の番組に『News at Ten』の要素をもたらしたが、曲は別の方法で再配置された。スタジオは、当時のITNのコーポレートカラーであるブルーを多用していた。イントロでは、ビッグ・ベンの文字盤のさまざまな画像が時計の針で示され、最終的には番組が開始される17:40の時刻になった。この頃、ダーモット・マーナハンが主な代行プレゼンターになった。
『ITVイブニングニュース』は1999年3月8日に開始された。放送開始は、ITVのニュース番組のスケジュールの大幅な変更と同時に行われた。ITNの「アーリーイブニングニュース」は17:40から18:30に枠移動され、『ITVイブニングニュース』に番組名が変更された。
この番組の放送時間が30分間に延長され、『News at Ten』は、チャンネルの主力ニュース番組として効果的に置き換えられ、この番組自体もこの時点で取り上げられ、23:00に『ITVナイトリーニュース』というタイトルの短い20分番組に置き換えられた。当初、トレバー・マクドナルドがプレゼンターを務め、マーナハンとカースティ・ヤングが最も定期的な代行プレゼンターだった。
『News at Ten』の斥候は当時人気がなく、政治家や一般市民からの抗議を引き起こし、ITVのニュース番組の評価は下がった。『ITV News at Ten』は2001年1月22日に復活し、マクドナルドが再びプレゼンターを務め、マーナハンとヤングは、『イブニングニュース』の2人制の主任プレゼンターになった。メアリー・ナイチンゲールは、ヤングが産休後に戻らないことを決定した数ヶ月後にヤングに取って代わった。マーク・オースティン (ジャーナリスト)は、2002年後半にBBCニュースに離反した後、マーナハンに取って代わった。
当番組は2004年2月2日にリニューアルされ、当時は他のITVニュースの番組と共に「Theatre of News」と呼ばれた最先端のバーチャルスタジオセットだった。この動きは、ITNのニュースキャスターがニュースウォールの前に立って（または歩いて）、視聴者にグラフィックを提示するのを見せた。「Theatre of News」は、2009年2月9日にリニューアルされた後、縮小され、机の後ろに座っていたより伝統的なスタイルのプレゼンターに戻った。
2009年8月3日、アラステア・スチュワートは『ロンドン・トゥナイト』を16年間共同プレゼンターを務めた後、地域ニュース番組を離れ、『ITVイブニングニュース』の主任共同プレゼンターになることが発表された。マーク・オースティンは『ITV News at Ten』の主任プレゼンターとなるが、18:30の番組は代行プレゼンターとして継続する。
2009年11月2日、番組タイトルは『ITV News at 6:30』に変更された。スタジオセットは、「Ultimatte」として知られる新しいグリーンスクリーン電子合成システムを使用してバーチャル化された。バーチャルセットは、即座に低コストで作成できる。従来のクロマキーシステムとは異なり、Ultimatteは完全なカメラの動きなどを可能にし、ガラスや金属の表面に人工的な反射を生成することができる。
2015年6月、ITVニュースでのより広範なリストラの一環として、マーク・オースティンが同年10月からメアリー・ナイチンゲールと一緒に番組に常勤で復帰することが発表された。アラステア・スチュワートは、『ITVランチタイムニュース』での彼の任務と並んで、代行プレゼンターとして番組に出演し続けていた。メインのプレゼンターのラインナップと一致して、この番組は再び『ITVイブニングニュース』と呼ばれている。
2016年10月26日、ITVニュースで30年間勤務したオースティンが同年末に退職することが発表された。その後、同年12月13日に、ナイチンゲールが2017年1月以降に『ITVイブニングニュース』唯一のプレゼンターになることが確認された。オースティンは、2016年12月22日にナイチンゲールとの最後の放送に出演した。

## テーマ音楽
オープニングタイトルの音楽は、1992年からデイブ・ヒューソン (作曲家)によって作曲されている。現在のタイトルシーケンスはランビーネアンによって設計され、音楽は「グローバル・ブロードキャスト（Global Broadcast）」と呼ばれている。

## スタッフ

### 現在のニュースキャスター
- メアリー・ナイチンゲール：主要ニュースキャスター（2001年〜現在）
- ルクレツィア・ミラリーニ（英語版）：代行ニュースキャスター（2019年〜現在）
- カイリー・ペンテロウ（英語版）：臨時代行ニュースキャスター（2021年〜現在）
- シャーリーン・ホワイト（英語版）：代行ニュースキャスター（2014年〜現在）

### 過去のニュースキャスター
- フィオナ・アームストロング（英語版）（1985年〜1991年）
- マーク・オースティン (ジャーナリスト)（英語版）（2001年〜2016年）
- キャロル・バーンズ（英語版）（1982年〜1994年）
- フェリシティ・バー（英語版）（2001年〜2005年）
- マイケル・ブランソン（英語版）（1980年〜1981年）
- アラステア・バーネット（英語版）（1976年〜1984年）
- アンドレア・バーン（英語版）（2011年〜2012年）
- スー・カーペンター（英語版）（1988年〜1990年）
- アンドレア・キャサーウッド（英語版）（2003年〜2006年）
- ケイティ・デラム（英語版）（1999年〜2010年）
- ジュリー・エチンガム（英語版）（2008年〜2015年）
- シュリエ・ゴーシュ（英語版）（1998年〜2006年）
- ニーナ・ホサイン（英語版）（2004年〜2019年）
- ナターシャ・カプリンスキー（英語版）（2011年〜2016年）
- マーティン・ルイス（英語版）（1980年〜1988年）
- ジェームズ・メイツ（英語版）（2002年〜2018年）
- トレバー・マクドナルド（英語版）（1982年〜1990年、1999年〜2001年）
- ルーシー・ミーコック（英語版）（2007年〜2009年）
- ダーモット・マーナハン（英語版）（1989年〜2002年）
- ビル・ニーリー（英語版）（2004年〜2008年）
- マイケル・ニコルソン（英語版）（1976年〜1986年）
- ラゲ・オマール（英語版）（2015年）
- ルーシー・オーウェン（英語版）（2004年〜2006年）
- ニコラス・オーウェン (ジャーナリスト)（英語版）（1990年〜2007年）
- レオナルド・パーキン（英語版）（1976年〜1987年）
- スティーブ・スコット (ジャーナリスト)（英語版）（2005年〜2015年）
- ランヴィル・シン（英語版）（2014年〜2020年）
- ジュリア・サマービル（英語版）（1999年〜2000年）
- アラステア・スチュワート（英語版）（1986年〜1992年、2009年〜2020年）
- ジョン・スーシェ（英語版）（1991年〜2004年）
- ジェラント・ヴィンセント（英語版）（2006年〜2012年、2019年）
- ロミリー・ウィークス（英語版）（2006年〜2014年）
- カースティ・ヤング（英語版）（2000年〜2002年）